# Jean-Rodolphe Gautier
Pour les articles homonymes, voir Gautier.
Jean-Rodolphe Gautier, né 20 janvier 1764 à Genève et mort le 11 janvier 1820 à Paris, est un peintre suisse devenu français.

## Biographie
Jean-Rodolphe Gautier est le fils de Bernard Gautier et de Suzanne Bonnard.
Élève de Jean-François Favre, il expose au Salon de 1796 à 1802.
Colonel d’État-Major, il est chevalier de l’ordre du Mérite Militaire et de la Légion d’Honneur (1813).
Il meurt à son domicile de la rue de Choiseul à l'âge de 56 ans.

## Œuvres exposées aux Salons
- Deux Vues d'Italie, sous le même numéro, au Salon de 1796
- Prise de la ville d'Ivrée, en Piémont, par l'avant-garde de l'armée de Réserve, au Salon de 1801
- Le passage de l'artillerie dans la ville de Bard, au Salon de 1801
- Le Combat du pont de la Chiusella, entre Ivrée et Turin, au Salon de 1802